# Gene Gauntier
Gene Gauntier, all'anagrafe Eugenia Gauntier Liggett (Kansas City, 17 maggio 1885 – Cuernavaca, 18 dicembre 1966), è stata un'attrice cinematografica e sceneggiatrice statunitense, una dei pionieri del cinema delle origini. Sceneggiatrice e attrice, diresse anche un film, The Grandmother. Dal 1906 fino al 1920 recitò in 28 pellicole e ne sceneggiò, firmandole, 31.
Lavorò anche nei primi film di Griffith all'American Mutoscope and Biograph Company.

## Biografia
Nata Eugenia Gauntier Liggett nel Missouri, si trasferì dalla città natale di Kansas City a New York, dove iniziò la sua carriera di attrice a teatro, prendendo il nome di Gene Gauntier. A corto di quattrini, accetta di lavorare anche per il cinema.

## La Kalem Company
Nell'estate del 1906, si trova a lavorare per la Kalem, una compagnia di produzione tra le prime della neonata industria cinematografica. Viene conosciuta presto come la Kalem Girl (all'epoca, le compagnie evitavano di pubblicizzare il nome degli attori per paura delle loro rivendicazioni salariali se questi avessero avuto successo). Oltre a fare l'attrice, la giovane Gene scrive i testi dei film e diviene stretta collaboratrice del regista Sidney Olcott. Realizzando la potenzialità del nuovo mezzo, integra gli scarni guadagni di attrice dedicando gran parte del suo tempo alla scrittura di sceneggiature.
Tom Sawyer è il primo di oltre 300 testi che Gene Gauntier scrisse. Nel 1907, il suo nome appare nel film The Days of '61, la prima pellicola che raccontava la guerra civile americana. Nello stesso anno, scrive la sceneggiatura e recita nella prima versione cinematografica di Ben Hur.
All'epoca, non esisteva la legge sul copyright per proteggere gli autori. Nella sua autobiografia, Gauntier scrive di come l'industria cinematografica la violasse in continuazione. Gli Harper Brothers e il generale Lew Wallace, autore del romanzo Ben Hur, citarono la Kalem, la Motion Picture Patents Company e Gene Gauntier per violazione del diritto d'autore. La sentenza che ne seguì, diede un'indicazione definitiva per la legge sul copyright negli anni a venire. Il processo durò a lungo ma, alla fine, la Corte Suprema diede ragione agli Harpers e a Wallace, torto alla compagnia di produzione.

## Importanza di Gene Gauntier
Dalla mangiatoia alla croce è un film girato in Palestina che raccontava la vita di Cristo. Gene Gauntier ne fu una degli artefici principali, scrivendone la sceneggiatura e interpretando la parte di Maria.
Inserito nel catalogo Turner Classic Movies, è considerato il più importante film muto sull'argomento ed è stato scelto per essere inserito tra quelli dell'United States National Film Registry della Library of Congress.

## Vita privata e ultimi anni

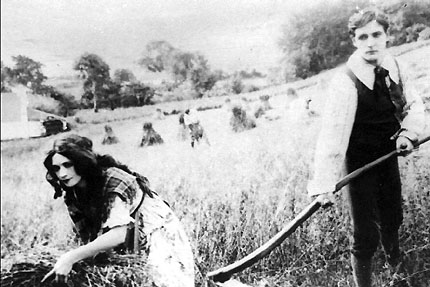
Gene Gauntier e Jack J. Clark in You Remember Ellen (1912)

Nel 1912, Gene Gauntier sposò l'attore Jack J. Clark da cui divorziò nel 1918. Nel 1920, dopo aver scritto 42 sceneggiature e aver interpretato 87 film, all'età di 35 anni l'attrice lasciò la carriera cinematografica. Si recò spesso in Europa presso sua sorella Marguerite, cantante d'opera, che aveva studiato e lavorava in Germania. Dopo la fine della guerra mondiale, si dedicò a scrivere la sua autobiografia, Blazing the Trail. Il libro venne pubblicato a puntate sulla rivista Woman's Home Companion. Il manoscritto originale viene conservato negli archivi della Film Library del Museum of Modern Art di New York.
Scrisse anche due romanzi: nel 1929, Cabbages and Harlequins e, nel 1933, Sporting Lady.
Gene Gauntier morì nel 1966 all'età di 81 anni in Messico, a Cuernavaca.

## Filmografia

### Attrice
- The Paymaster – cortometraggio (1906)
- Skyscrapers o The Skyscrapers of New York – cortometraggio (1906)
- As You Like It, regia di Kenean Buel – cortometraggio (1908)
- Evangeline  – cortometraggio (1908)
- Way Down East, regia di Sidney Olcott  – cortometraggio (1908)
- The Scarlet Letter, regia di Sidney Olcott  – cortometraggio (1908)
- Hulda's Lovers, regia di Wallace McCutcheon  – cortometraggio (1908)
- Dolly, the Circus Queen  – cortometraggio (1908)
- Thompson's Night Out  – cortometraggio (1908)
- The Romance of an Egg, regia di Wallace McCutcheon  – cortometraggio (1908)
- The Man in the Box  – cortometraggio (1908)
- The Stage Rustler  – cortometraggio (1908)
- Betrayed by a Handprint, regia di David W. Griffith  – cortometraggio (1908)
- The Girl and the Outlaw, regia di David W. Griffith  – cortometraggio (1908)
- The Taming of the Shrew, regia di David W. Griffith  – cortometraggio (1908)
- The Wayward Daughter  – cortometraggio (1909)
- The Man Who Lost  – cortometraggio (1909)
- The Cracker's Bride, regia di Sidney Olcott – cortometraggio (1909)
- The Girl Spy: An Incident of the Civil War, regia di Sidney Olcott – cortometraggio (1909)
- The Law of the Mountains, regia di Sidney Olcott – cortometraggio (1909)
- The Slave to Drink – cortometraggio (1909)
- The Romance of a Trained Nurse, regia di Sidney Olcott  – cortometraggio (1910)
- The Stepmother, regia di Sidney Olcott – cortometraggio (1910)
- Confederate Spy, regia di Sidney Olcott   – cortometraggio (1910)
- The Further Adventures of the Girl Spy, regia di Sidney Olcott – cortometraggio (1910)
- The Forager, regia di Sidney Olcott   – cortometraggio (1910)
- The Bravest Girl in the South, regia di Sidney Olcott – cortometraggio (1910)
- The Egret Hunter, regia di Sidney Olcott  – cortometraggio (1910)
- The Castaways, regia di Sidney Olcott  – cortometraggio (1910)
- A Child's Faith, regia di David W. Griffith – cortometraggio (1910)
- A Colonial Belle, regia di Sidney Olcott – cortometraggio (1910)
- The Perversity of Fate, regia di Sidney Olcott – cortometraggio (1910)
- The Cow Puncher's Sweetheart, regia di Sidney Olcott – cortometraggio (1910)
- The Heart of Edna Leslie, regia di Sidney Olcott – cortometraggio (1910)
- A Lad from Old Ireland, regia di Sidney Olcott – cortometraggio (1910)
- The Little Spreewald Maiden, regia di Sidney Olcott – cortometraggio (1910)
- The Girl Spy Before Vicksburg, regia di Sidney Olcott – cortometraggio (1910)
- The Stranger, regia di Sidney Olcott – cortometraggio (1910)
- Tangled Lives, regia di Sidney Olcott – cortometraggio (1911)
- A Hitherto Unrelated Incident of the Girl Spy  – cortometraggio (1911)
- For Love of an Enemy, regia di Sidney Olcott  – cortometraggio (1911)
- Her Chum's Brother, regia di Sidney Olcott – cortometraggio (1911)
- Robbie and the Redskins, regia di Sidney Olcott – cortometraggio (1911)
- Little Sister  – cortometraggio (1911)
- The Open Road, regia di Sidney Olcott – cortometraggio (1911)
- An Irish Honeymoon, regia di Sidney Olcott – cortometraggio (1911)
- A War Time Escape, regia di Sidney Olcott – cortometraggio (1911)
- A Saw Mill Hero, regia di Sidney Olcott – cortometraggio (1911)
- The Lass Who Couldn't Forget, regia di Sidney Olcott – cortometraggio (1911)
- In Old Florida, regia di Sidney Olcott – cortometraggio (1911)
- The Fiddle's Requiem, regia di Sidney Olcott – cortometraggio (1911)
- In Blossom Time, regia di Sidney Olcott  – cortometraggio (1911)
- To the Aid of Stonewall Jackson  – cortometraggio (1911)
- The Romance of a Dixie Belle, regia di Sidney Olcott – cortometraggio (1911)
- Special Messenger, regia di Sidney Olcott – cortometraggio (1911)
- Rory O'More, regia di Sidney Olcott e Robert G. Vignola – cortometraggio (1911)
- Losing to Win, regia di Sidney Olcott – cortometraggio (1911)
- The Colleen Bawn, regia di Sidney Olcott – cortometraggio (1911)
- The Fishermaid of Ballydavid, regia di Sidney Olcott – cortometraggio (1911)
- Arrah-Na-Pogue, regia di Sidney Olcott – cortometraggio (1911)
- The O'Neill, regia di Sidney Olcott (1912)
- His Mother, regia di Sidney Olcott (1912)
- The Vagabonds, regia di Sidney Olcott (1912)
- Far from Erin's Isle, regia di Sidney Olcott (1912)
- You Remember Ellen, regia di Sidney Olcott (1912)
- Captain Rivera's Reward  (1912)
- Victim of Circumstances  (1912)
- The Belle of New Orleans, regia di George LeSoir – cortometraggio (1912)
- The Fighting Dervishes of the Desert  (1912)
- Missionaries in Darkest Africa  (1912)
- An Arabian Tragedy  (1912)
- Captured by Bedouins, regia di Sidney Olcott  (1912)
- Tragedy of the Desert, regia di Sidney Olcott (1912)
- Winning a Widow, regia di Sidney Olcott  (1912)
- A Prisoner of the Harem, regia di Sidney Olcott (1912)
- Down Through the Ages, regia di Sidney Olcott  (1912)
- From the Manger to the Cross, regia di Sidney Olcott  (1912)
- The Kerry Gow, regia di Sidney Olcott  (1912)
- The Mayor from Ireland, regia di Sidney Olcott  (1912)
- Ireland, the Oppressed, regia di Sidney Olcott  (1912)
- The Shaughraun, regia di Sidney Olcott  (1912)
- A Daughter of the Confederacy, regia di Sidney Olcott (1913)
- The Belle of New Orleans, regia di George LeSoir – cortometraggio (1912)
- The Wives of Jamestown, regia di Sidney Olcott     (1913)
- Lady Peggy's Escape, regia di Sidney Olcott  (1913)
- The Little Rebel, regia di Sidney Olcott (1914)
- The Smuggler's Lass, regia di Jack J. Clark   (1915)
- The Woman Hater's Baby (1915)
- The Ulster Lass, regia di Jack J. Clark   (1915)
- The Maid Maid of the Forest, regia di Jack J. Clark   (1915)
- Gene of the Northland, regia di Jack J. Clark   (1915)
- Witch's Gold, regia di Nat G. Deverich   (1920)

### Sceneggiatrice
- Why Girls Leave Home   (1907)
- Tom Sawyer   (1907)
- The Days of '61 (1907)
- Ben Hur, regia di Sidney Olcott e altri (1907)
- The Japanese Invasion    (1908)
- Hiawatha   (1908)
- As You Like It, regia di Kenean Buel  (1908)
- Evangeline  (1908)
- Way Down East, regia di Sidney Olcott  (1908)
- Washington at Valley Forge  (1908)
- The Scarlet Letter, regia di Sidney Olcott  (1908)
- Hulda's Lovers, regia di Wallace McCutcheon  (1908)
- Dolly, the Circus Queen  (1908)
- The Romance of an Egg, regia di Wallace McCutcheon  (1908)
- The Wayward Daughter   (1909)
- The Man Who Lost   (1909)
- The Girl Spy: An Incident of the Civil War   (1909)
- The Slave to Drink    (1909)
- The Romance of a Trained Nurse, regia di Sidney Olcott   (1910)
- The Stepmother, regia di Sidney Olcott   (1910)
- Confederate Spy, regia di Sidney Olcott  (1910)
- The Forager, regia di Sidney Olcott  (1910)
- The Castaways, regia di Sidney Olcott  (1910)
- A Lad from Old Ireland, regia di Sidney Olcott  (1910)
- The Little Spreewald Maiden, regia di Sidney Olcott  (1910)
- The Girl Spy Before Vicksburg, regia di Sidney Olcott  (1910)
- Tangled Lives, regia di Sidney Olcott   (1911)
- Last Day of School, regia di Sidney Olcott (1911)
- A Hitherto Unrelated Incident of the Girl Spy   (1911)
- An Irish Honeymoon, regia di Sidney Olcott  (1911)
- A Saw Mill Hero, regia di Sidney Olcott  (1911)
- The Fiddle's Requiem, regia di Sidney Olcott  (1911)
- The Love of Summer Morn, regia di Sidney Olcott  (1911)
- Special Messenger, regia di Sidney Olcott  (1911)
- Rory O'More, regia di Sidney Olcott e Robert G. Vignola – cortometraggio (1911)
- The Colleen Bawn, regia di Sidney Olcott  (1911)
- The Franciscan Friars of Killarney, Ireland, regia di Sidney Olcott  (1911)
- Arrah-Na-Pogue, regia di Sidney Olcott  (1911)
- The Vengeance Mark, regia di Sidney Olcott   (1912)
- Shaun Rhue, regia di Sidney Olcott   (1912)
- My Hielan' Lassie, regia di Sidney Olcott   (1912)
- The O'Kalems' Visit to Killarney, regia di Sidney Olcott   (1912)
- The O'Neill, regia di Sidney Olcott   (1912)
- His Mother, regia di Sidney Olcott (1912)
- Far from Erin's Isle, regia di Sidney Olcott   (1912)
- You Remember Ellen, regia di Sidney Olcott   (1912)
- The Fighting Dervishes of the Desert, regia di Sidney Olcott   (1912)
- Luxor, Egypt, regia di Sidney Olcott   (1912)
- Missionaries in Darkest Africa, regia di Sidney Olcott   (1912)
- Making Photoplays in Egypt, regia di Sidney Olcott   (1912)
- An Arabian Tragedy, regia di Sidney Olcott   (1912)
- Captured by Bedouins, regia di Sidney Olcott   (1912)
- Winning a Widow, regia di Sidney Olcott  (1912)
- Down Through the Ages, regia di Sidney Olcott   (1912)
- Along the River Nile, regia di Sidney Olcott   (1912)
- The Poacher's Pardon, regia di Sidney Olcott   (1912)
- Ancient Temples of Egypt, regia di Sidney Olcott   (1912)
- From the Manger to the Cross, regia di Sidney Olcott   (1912)
- The Kerry Gow, regia di Sidney Olcott   (1912)
- The Mayor from Ireland, regia di Sidney Olcott   (1912)
- Conway, the Kerry Dancer, regia di Sidney Olcott   (1912)
- Ireland, the Oppressed, regia di Sidney Olcott    (1912)
- The Shaughraun, regia di Sidney Olcott (1912)
- The Wives of Jamestown, regia di Sidney Olcott   (1913)
- Lady Peggy's Escape, regia di Sidney Olcott  (1913)
- The Octoroon, regia di Sidney Olcott   (1913)
- A Celebrated Case, regia di George Melford  (1914)
- Gene of the Northland, regia di Jack J. Clark   (1915)

### Regista
- The Grandmother (1909)